# Fremantle
Pour les articles homonymes, voir Fremantle (homonymie).
Fremantle (24 835 habitants) est une ville d’Australie-Occidentale, située sur la côte ouest, à l’embouchure de la Swan. Elle fait partie de l’agglomération de Perth. Elle est située à 19 kilomètres au sud-ouest du centre-ville (city of Perth) de celle-ci. Elle est fondée en 1829 par les colons britanniques conduits par le capitaine James Stirling.

## Histoire et culture
Fremantle est considérée comme un des centres culturels de Perth, avec ses bâtiments « convict-built » (terme désignant les édifices construits par les bagnards envoyés dans les colonies britanniques, plus particulièrement en Australie, pour purger leur peine de prison) de l’ère coloniale, sa jetée, son port, son musée maritime et beaucoup d’autres bâtiments d’un grand intérêt historique.
Parmi eux, la Maison ronde (Round House), construite en 1830-1831, est le plus vieux bâtiment d’Australie-Occidentale encore debout. Elle servait à l'origine de prison et comportait huit cellules ainsi que le logement des geôliers, donnant sur une cour intérieure. Un tunnel fut creusé sous la Maison ronde pour fournir aux baleiniers un accès entre la jetée sur la Bathers Beach et la ville. En 1850, la population de la colonie allant décroissant, 75 bagnards furent envoyés de Grande-Bretagne pour la repeupler. La Round House était bien sûr trop petite pour accueillir tous les prisonniers, ceux-ci construisirent alors une nouvelle prison, baptisée Prison de Fremantle, qui resta en service jusqu’en 1991.
La prison de Fremantle fut en son temps une des prisons les plus célèbres de l’Empire britannique. Elle abrita des bagnards, des prisonniers locaux, des prisonniers militaires, des civils ennemis et des prisonniers de guerre. Elle est à présent un haut lieu du patrimoine culturel de l’État d’Australie-Occidentale.
La Round House est située dans l’actuel quartier de West End : une succession de rues et de bâtiments de style colonial à la pointe sud du port. Au début des années 1990, l’embourgeoisement du quartier de West End fut accéléré par l’établissement de l’Université Notre Dame, qui s’étend sur plusieurs bâtiments du quartier.
Le Musée d’histoire de Fremantle, édifié dans les années 1860 par des bagnards avec une pierre calcaire locale, est un ancien asile sur Ord Street et un des grands monuments de la ville. Il servit de base à l’US Navy durant la Seconde Guerre mondiale. Il abrite aussi le Musée de l’Immigration, destiné à la commémoration de l’histoire de tous les immigrants qui se sont installés en Australie occidentale.
En 1891, C. Y. O'Connor, un ingénieur d’origine irlandaise, fit approfondir le port, et retirer la barre de calcaire et les bancs de sable à l’embouchure du fleuve. Fremantle devint ainsi utilisable pour le commerce maritime et reste aujourd’hui un des principaux ports d’Australie-Occidentale. Pendant la Seconde Guerre mondiale, la ville était l’une des plus importantes bases de sous-marins alliés opérant dans le Pacifique. Elle abritait 167 sous-marins, dont 125 de l’US Navy, 31 de la Royal Navy britannique et 11 néerlandais libres

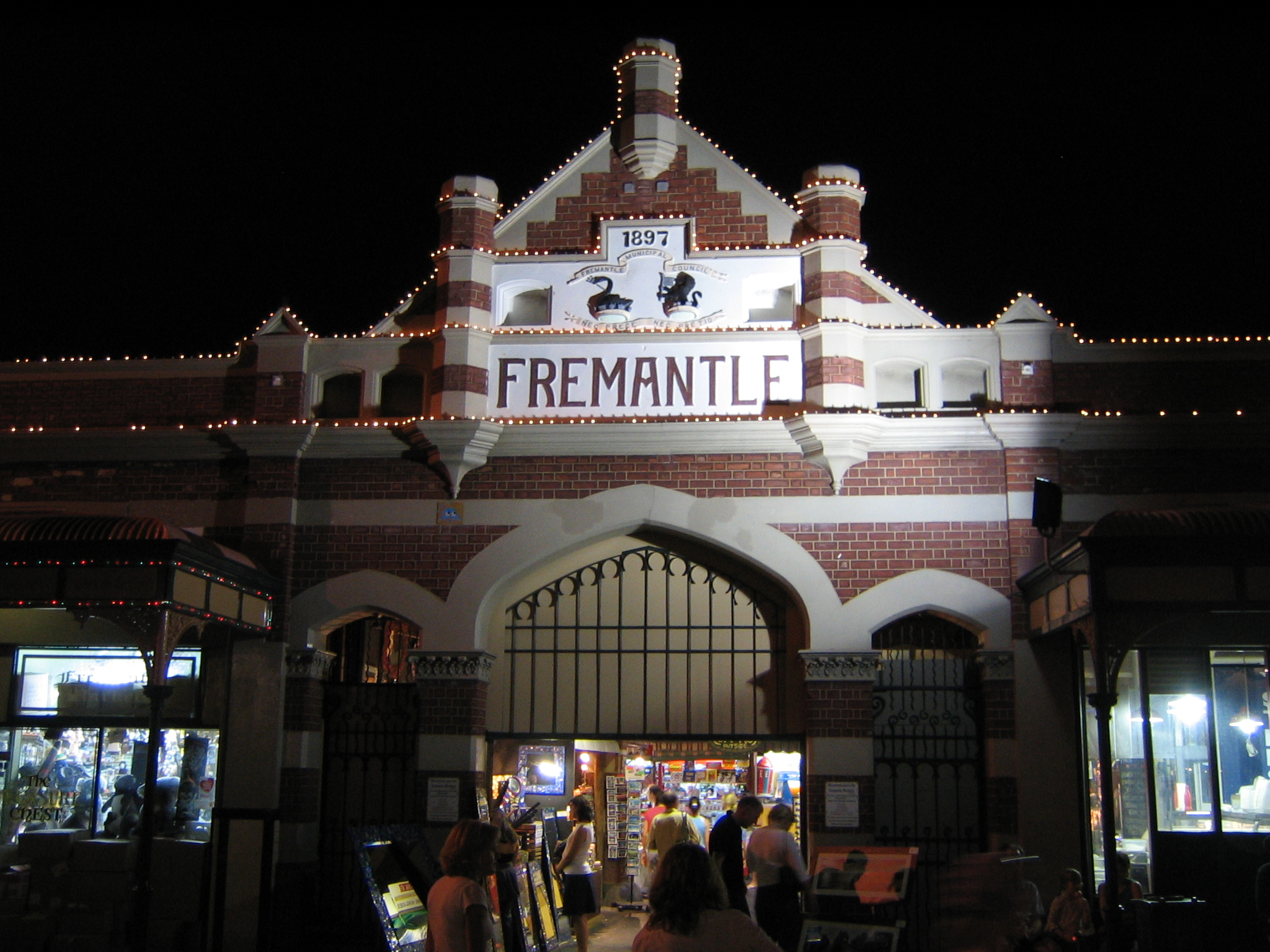
Le marché couvert de Fremantle vu de nuit.

Le marché de Fremantle est une attraction touristique notable, située dans le centre de Fremantle sur le Cappuccino Strip (littéralement bande cappuccino, ainsi nommée à cause du grand nombre de restaurants et de cafés). Le Premier ministre, Sir John Forrest, posa la première pierre de l’édifice le samedi 6 novembre 1897. Pas moins de 150 étals occupent ce bâtiment de l’ère victorienne. Il appartient à la liste des monuments du National Trust and Heritage Council depuis 1980.

## Divers
En 1987, Fremantle accueillit la régate de la Coupe de l'America. La course se déroula sur le chenal marin de Gage Roads, au-delà de Fremantle.
À Fremantle vivent d’importantes communautés italienne, portugaise et grecque. La ville joue aussi un rôle dans la mythologie du peuple aborigène Noongar.
Entre Perth et Fremantle, une rivalité, dans le domaine sportif, est entretenue par la concurrence de leurs équipes de football respectives : le Fremantle Football Club (surnommé The Dockers) et l’équipe de Perth, les West Coast Eagles.
Le surnom de Fremantle, donné par les habitants de la ville et de l’état, est « Freo ». La brise fraîche qui souffle sur Perth et Fremantle pendant l’été est appelée le « Fremantle Doctor ».
C'est aussi dans cette ville que se situe la tombe de Bon Scott, ancien chanteur de AC/DC, décédé en 1980, où on trouve aussi une statue le représentant.
Prelude FLNG, première unité de liquéfaction de gaz flottante, et plus gros objet flottant fabriqué par l'homme, est immatriculé à Fremantle.
Ce n'est qu'en 1960 que fut identifié le véritable lieu du naufrage dans le Groupe des Wallabi. L'archipel était alors exploité depuis le début du XXe siècle pour le ramassage du guano.
Les restes de l'épave du célèbre Batavia (essentiellement le château arrière et une partie de la cargaison) retrouvés en 1960 par sept mètres de fond sur Beacon Island dans l'archipel Houtman Abrolhos sont exposés aujourd’hui au musée maritime d'Australie-Occidentale à Fremantle.

## Jumelages et coopérations
La ville de Fremantle est jumelée avec :
- Seberang Perai (Malaisie) depuis 1978
- Yokosuka (Japon) depuis 1979
- Funchal (Portugal) depuis 1996
- Capo d'Orlando (Italie) depuis 1983
- Molfetta (Italie) depuis 1984
- Wiesbaden (Allemagne) depuis 2014

Fremantle entretient aussi des pactes d'amitié avec :
- Surabaya (Indonésie) depuis 1996
- Padang (Indonésie) depuis 1996
- Korčula (Croatie) depuis 1999

## Personnalités liées à Fremantle
- Charles Edward Dempster (1839-1907), explorateur et homme politique, né à Fremantle
- Nevil Schoenmakers (1956-2019), producteur de cannabis incarcéré à la prison Fremantle